# Frailes
Frailes er en by og kommune i det sydlige Spanien i provinsen Jaén. Den har et indbyggertal på 1.551 (2024) indbyggere.